# Gabriela Pradová
Gabriela Pradová, rozená Gabriela Pivarníková (* 4. července 1951 Ložín), je slovenská lékařka a politička za KDH, po sametové revoluci československá poslankyně Sněmovny národů Federálního shromáždění.

## Biografie
V dětství dočasně žila ve Snině. Základní školu vychodila v obci Bracovce, gymnázium v Michalovcích. V roce 1969 začala studovat na Lékařské fakultě Univerzity Pavla Jozefa Šafárika v Košicích. V roce 1976 absolvovala toto studium a začala pracovat jako sekundářka na kožním oddělení nemocnice v Michalovcích, od roku 1981 jako samostatná lékařka na kožní ambulanci na poliklinice. V roce 1996 si založila soukromou zdravotní praxi v oboru dermatovenerologie. Vyučuje na středních odborných školách. V současnosti je uváděna jako členka správní rady nemocnice v Michalovcích.
Po sametové revoluci se angažuje i politicky. Od roku 1991 je členkou Křesťanskodemokratického hnutí (KDH) a členkou předsednictva této strany v Michalovcích. Po čtyři volební období od roku 1991 zasedala v městském zastupitelstvu v Michalovcích. Ve volbách roku 1992 byla za KDH zvolena do slovenské části Sněmovny národů. Ve Federálním shromáždění setrvala do zániku Československa v prosinci 1992. V krajských volbách roku 2005 kandidovala na poslankyni za Košický kraj a byla zvolena. V krajské samosprávě zasedala do roku 2009.